# پس‌سوز

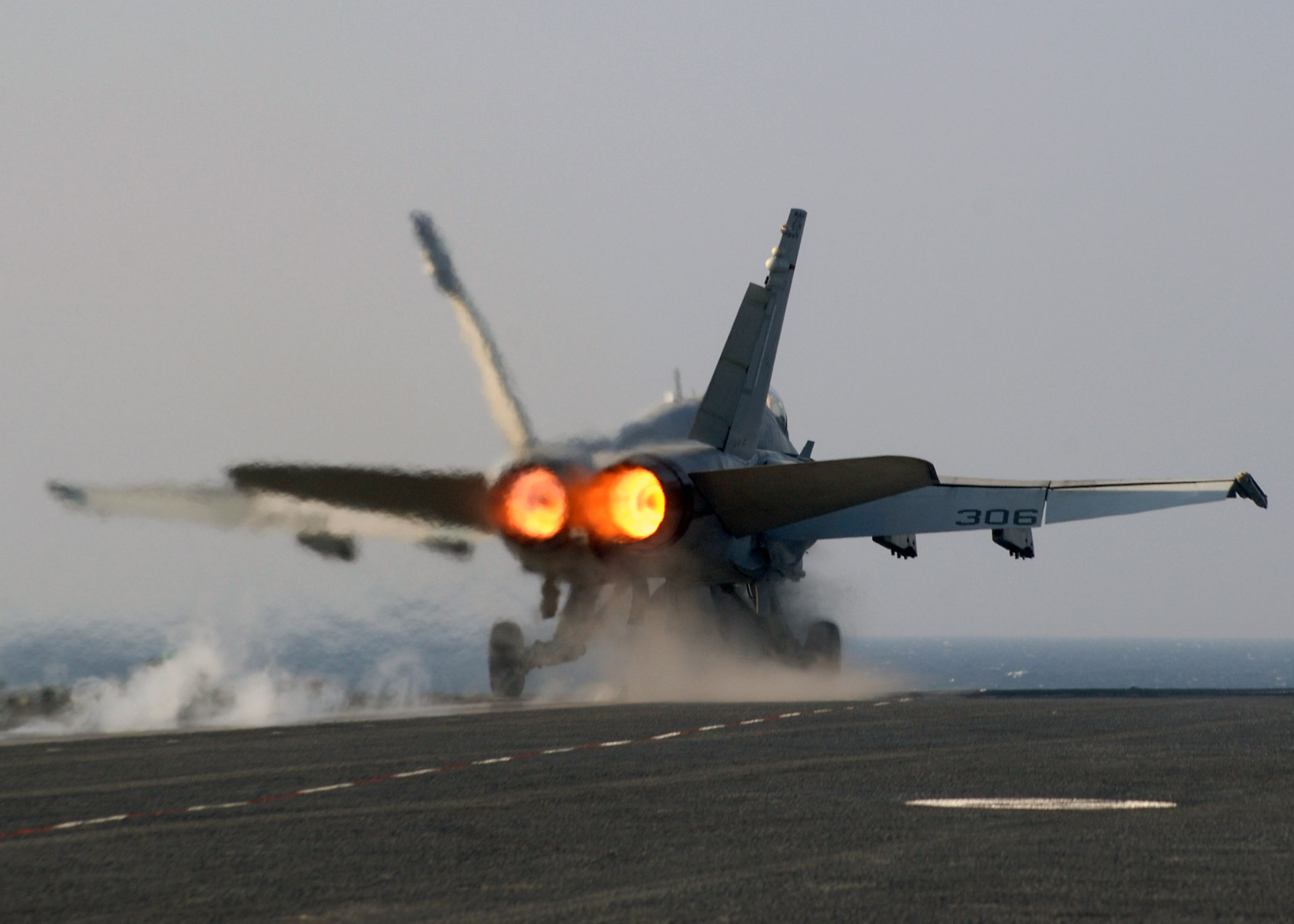
جنگنده اف/ای-۱۸ هورنت نیروی دریایی آمریکا در حال پرواز از سکو در حالت پس سوز کامل

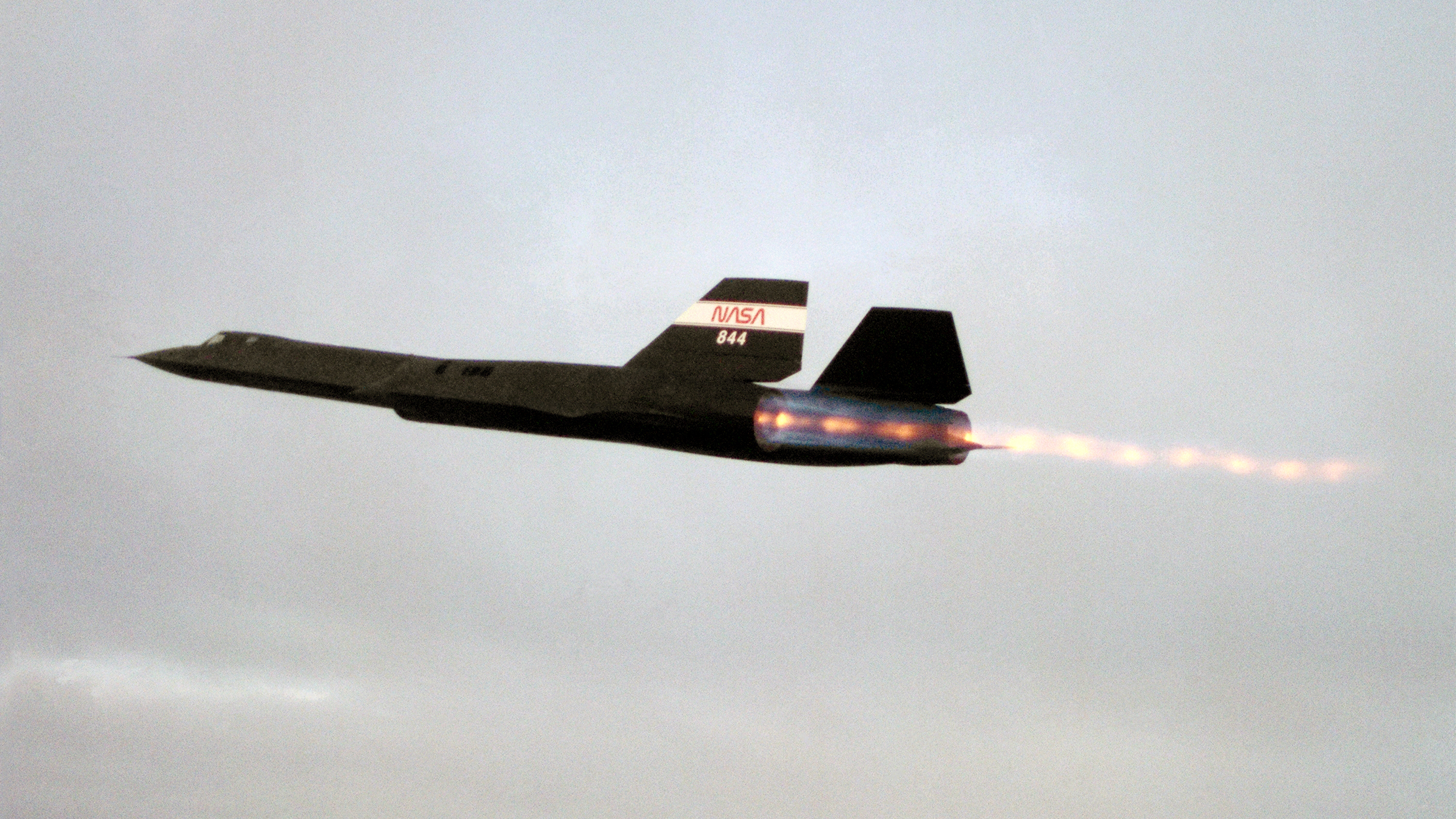
لاکهید اس آر-۷۱ در حالت پرواز با موتور جی۵۸ در حالت پس سوز کامل

پس‌سوز (به انگلیسی: Afterburner)، جزئی است که به موتور جت هواپیماهای مافوق صوت اضافه می‌شود. استفاده از این حالت می‌تواند رانش را تا 70٪ افزایش دهد. هدف انجام دادن حالت پس‌سوز افزودن شتاب آنی در حین پروازهای مافوق صوت یا در لحظه برخاستن از زمین است. در هواپیماهای جنگی شتاب بیش از حد در حین جنگ‌های هوایی مفید است ولی مصرف سوخت را به طور فزاینده‌ای زیاد می‌کند و اکسیژن بیشتری هم می‌طلبد که هواگرد باید آن را تأمین کند.
البته پس سوز به علت مصرف بسیار زیاد سوخت،استفاده از آن در طول پرواز مجاز نیست و در حالت کروز، از پرواز ابرپیمایشی استفاده می شود.

## تاریخچه
تکامل پس سوز ها مربوط به جنگ جهانی دوم است زمانی که مهندسان در پی افزایش شتاب بدون زیاد شدن وزن بودند. نخستین موتور دارای پس سوز آمریکایی در سال 1943 آزمایش شد و بعد از شش دهه نیز هنوز شاهد استفاده ی پس سوزها هستیم.

## گالری تصاویر

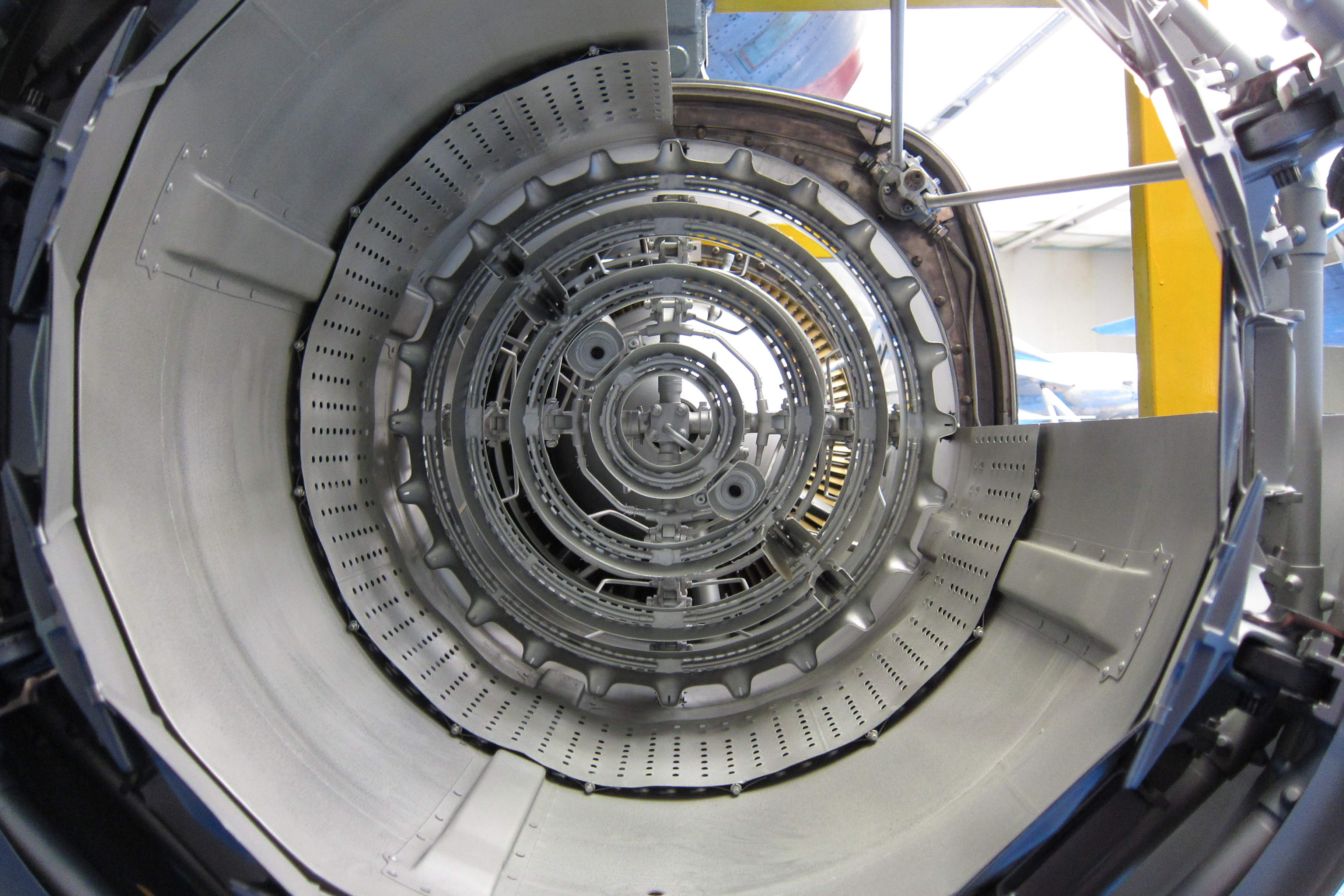
نمای مقطع عقب پس سوز موتور توربوفن رولزرویس توربومکا اودور.
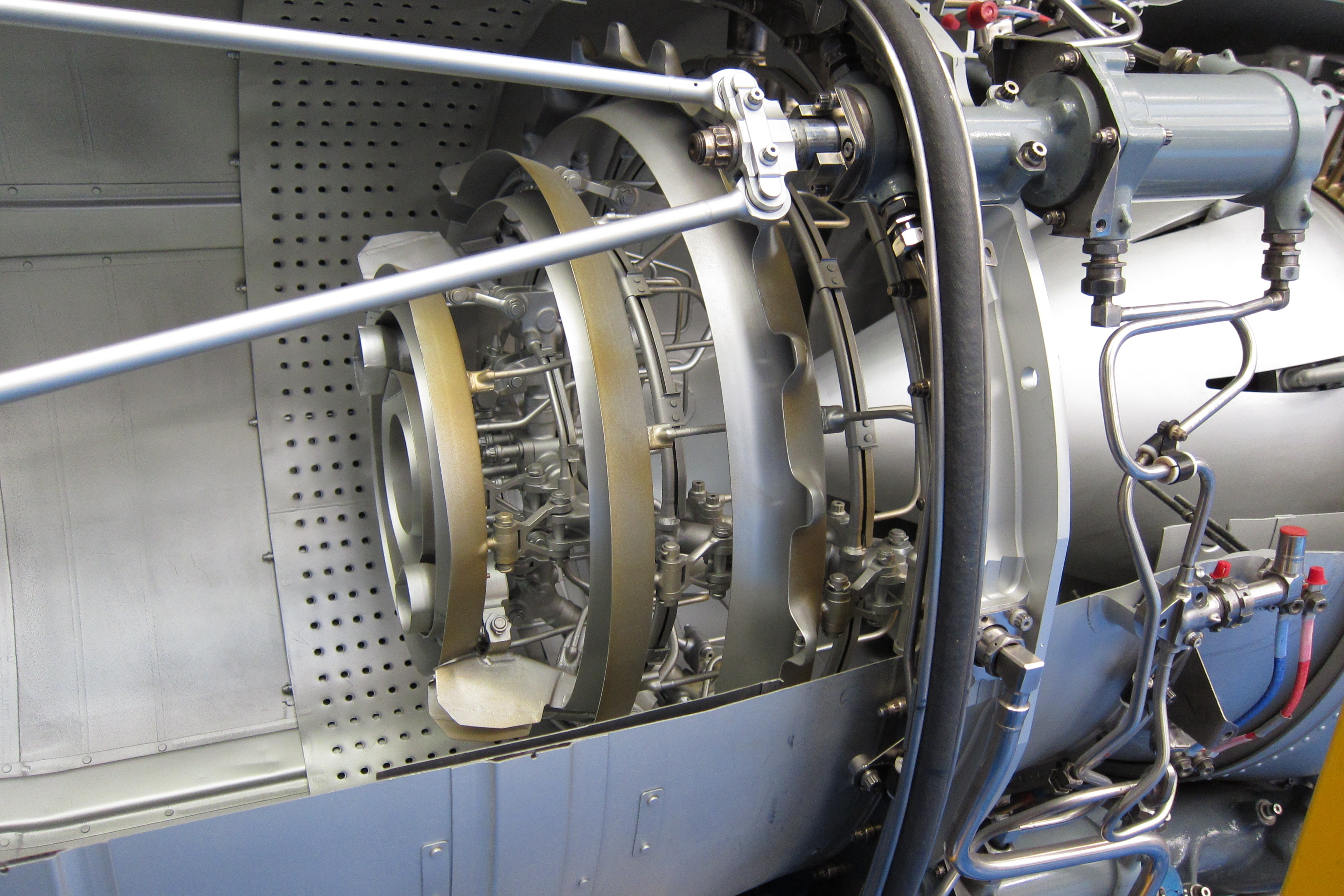
نمای مقطع کنار پس سوز موتور توربوفن رولزرویس توربومکا اودور.
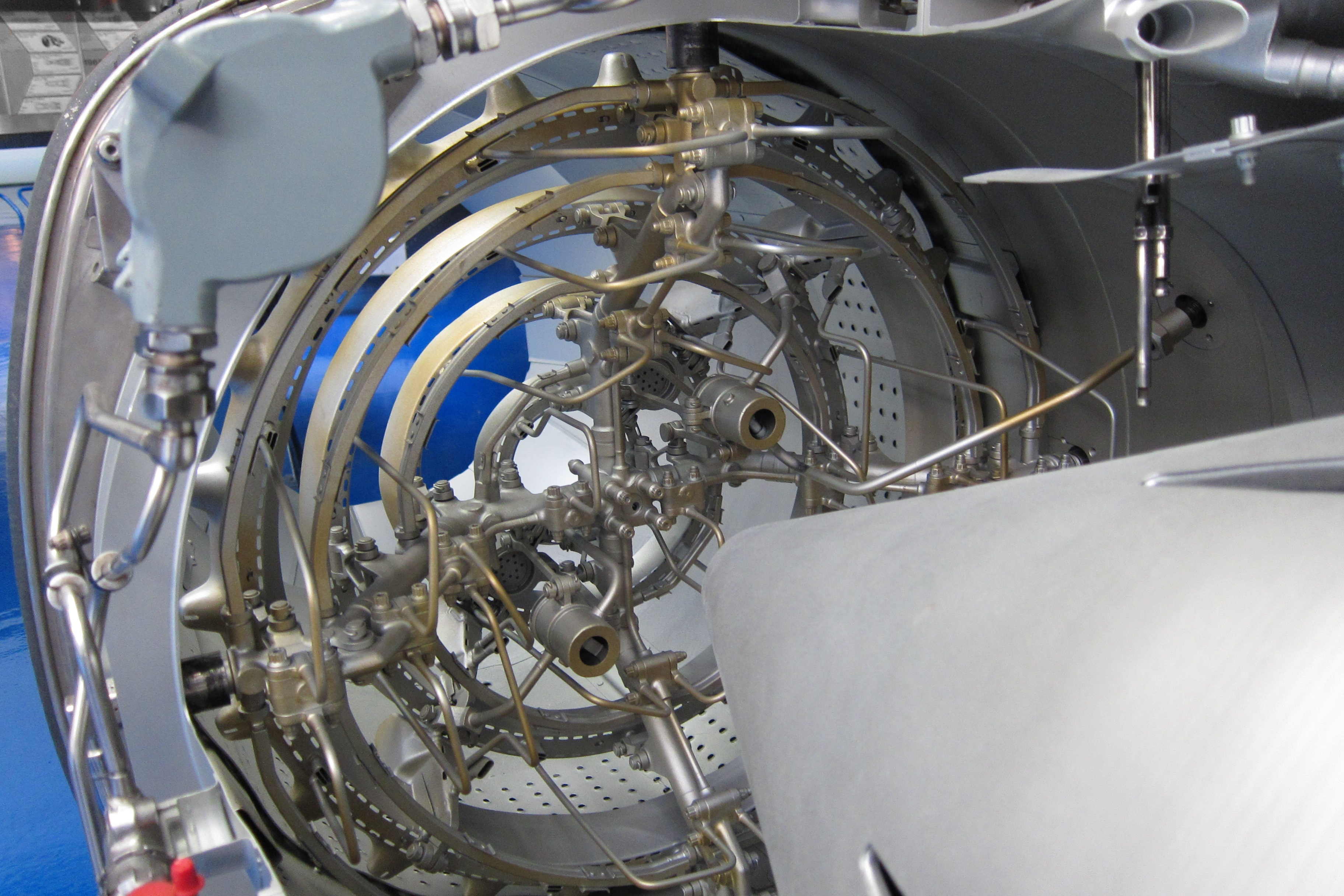
نمای مقطع جلو پس سوز موتور توربوفن رولزرویس توربومکا اودور.
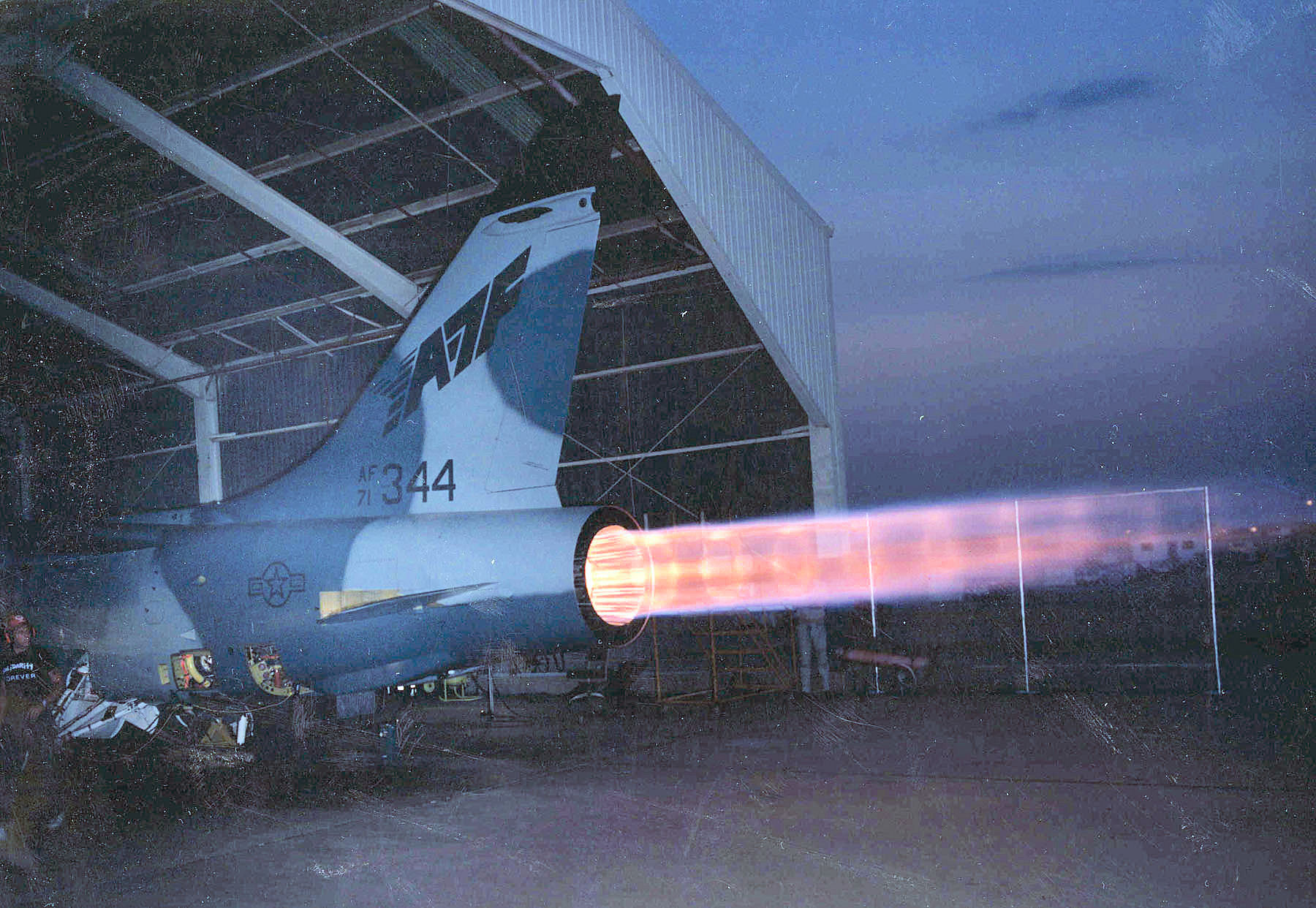
تست پس‌سوز جنگنده YA-7F بر روی زمین.